# Within Temptation
I Within Temptation sono un gruppo musicale symphonic metal olandese.
Sono annoverati tra le più famose band nella scena symphonic/gothic di fine anni novanta e sono noti soprattutto per la voce della cantante soprano Sharon den Adel, tra le più apprezzate in ambito metal. Fino ad oggi la band ha pubblicato otto album in studio, due EP, tre DVD dal vivo con relativi CD audio, e un ulteriore album live acustico. Inoltre, dall'uscita dell'album Mother Earth, è tradizione della band pubblicare un DVD dopo ogni nuovo album. Dai loro esordi il gruppo ha venduto oltre 3,5 milioni di copie in tutto il mondo, facendone la band olandese con i più alti risultati di vendita all'estero e una delle realtà rock cresciute più in fretta a livello internazionale. Col tempo il sound dei Within Temptation si è evoluto assorbendo nuove influenze all'insegna della sperimentazione.
Vi era un gemellaggio tra la band e gli Orphanage, con i quali hanno avuto varie collaborazioni nonostante lo scioglimento di questi ultimi, avvenuto nell'ottobre 2005.

## Storia del gruppo

### Fondazione (1996)
La band, in origine chiamata The Portal, fu fondata nell'aprile 1996 da Robert Westerholt (chitarra, voce death) e Sharon den Adel (voce). La formazione originale comprendeva il fratello minore di Robert, Martijn (tastiere), Richard Willemse (batteria), e due ex-membri dei Voyage (la precedente band di Robert), Jeroen van Veen (basso) e Michiel Papenhove (chitarra). Il batterista Willemse lasciò il gruppo quasi subito, sostituito da Dennis Leeflang; successivamente il nome della band cambiò in Within Temptation.
La formazione autoprodusse due demo e, a soli due mesi dalla sua fondazione, siglò un contratto con la casa discografica DSFA Records. Verso la fine dell'anno Leeflang lasciò il gruppo, sostituito da Ivar de Graaf.

### Il debutto conEnter(1997-1998)
Nell'aprile 1997 la band pubblicò solo in Europa il suo album di debutto, Enter. Grazie a questa pubblicazione, la band cominciò a farsi conoscere e viene successivamente invitata ad esibirsi al Dynamo Open Air (uno dei più celebri festival olandesi), nonché ad intraprendere un tour di due settimane tra Germania ed Austria, nel novembre dello stesso 1997. Enter presenta un sound molto diverso rispetto a quello degli album successivi, principalmente per l'influenza palpabile delle sonorità gothic, come l'alternanza tra la voce femminile di Sharon den Adel e il growl impersonato da Robert Westerholt.
Nel 1998 i Within Temptation pubblicarono The Dance, un EP contenente i brani composti subito dopo la pubblicazione di Enter con l'aggiunta di due remix. In occasione dell'uscita di questo disco inoltre, la band ne approfittò per auto-produrre il primo videoclip. Nell'anno successivo si presero un periodo di pausa durante il quale alcuni componenti portarono a termine gli studi.

### Mother Earth(2000-2003)

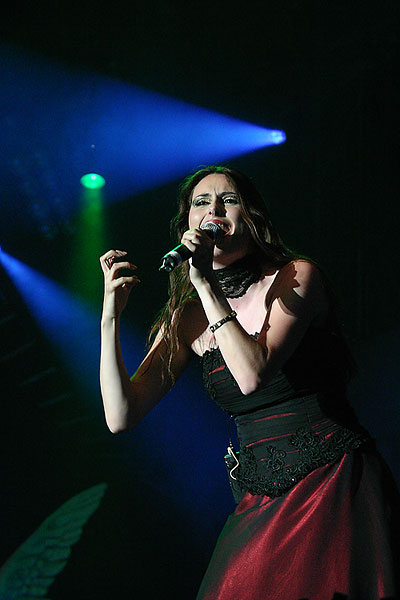
Sharon den Adel durante il M'era Luna Festival a Hildesheim, Germania (2004)

Terminato il periodo di pausa, il gruppo ritorna a suonare in importanti festival olandesi.
Nel dicembre del 2000 i Within Temptation pubblicarono un nuovo album dal titolo Mother Earth, il quale presenta nette differenze rispetto al precedente, soprattutto per quanto riguarda la forte influenza dello stile celtico e per l'abbandono dell'uso del growl. Tuttavia, Mother Earth è considerato dalla maggior parte dei fan il migliore album della band, grazie anche alla raffinata varietà proposta tra i brani.
Il vero e proprio successo della band olandese arrivò con la sua partecipazione ad importanti festival musicali, anche fuori dai Paesi Bassi, ma soprattutto con la pubblicazione nel 2001 del singolo Ice Queen (accompagnato da un video in qualità piuttosto scadente), il quale raggiunse il secondo posto nelle classifiche di Paesi Bassi e Belgio. Nel giugno 2001 la band subì drastiche modifiche nella propria formazione, con tre dei sei membri (Papenhove, de Graaf e Martijn) che decisero di uscire dalla band: Papenhove dichiarò di aver considerato i Within Temptation come un passatempo piuttosto che come un lavoro; de Graaf si separò dalla band per perseguire i propri interessi musicali, che lo portarono a fondare il gruppo progressive metal Kingfisher Sky qualche mese più tardi; Martijn, invece, fu costretto a lasciare il gruppo quando gli venne diagnosticata una mononucleosi infettiva, e dopo essersi ripreso fondò un gruppo suo, i Delain. A prendere il loro posto furono il chitarrista Jelle Bakker (ex-Donor, Frozen Sun; tuttavia lasciò la band dopo pochi mesi, sostituito da Ruud Adrianus Jolie), il batterista Stephen van Haestregt (ex-Orphanage) e il tastierista Martijn Spierenburg (ex-membro dei Voyage). Con la nuova formazione, la band registrò subito un nuovo video per Ice Queen.
Mother Earth intanto riuscì a vendere più di 350 000 copie solo in Europa, aggiudicandosi tre dischi di platino nei Paesi Bassi, più un quarto in Germania, e un disco d'oro in Belgio, e da entrambi i paesi l'onorificenza dell'MTV Video Music Award per il nuovo video di Ice Queen. In aggiunta a tutto questo successo la band venne invitata ad esibirsi ai più celebri festival europei (Ozzfest, Lowlands Festival, Rock Werchter, Pukkelpop, Parkpop, Rock im Park, Bizarre and Summer Breeze, Wacken Open Air) e ad intraprendere un tour in Francia, in occasione del quale i Within Temptation toccarono Parigi, Lione, Lilla, Bordeaux, e Tolone, riportando il "tutto esaurito" per tutte le esibizioni programmate. Nell'anno successivo la band decise di pubblicare un epilogo del tour per il nuovo album: il primo DVD, Mother Earth Tour.
Nel 2003 i Within Temptation pubblicarono il singolo della stessa Mother Earth a cui fu girato un video ad alto budget. Così, oltre che in Francia, suonarono in Germania ed in Italia, per poi fare da supporto anche a band come gli inglesi Paradise Lost. La prima apparizione sul suolo italiano del gruppo fu a Milano assieme agli americani Tapping the Vein a supporto dei Paradise Lost, dove suonarono anche i brani Jillian (I'd Give My Heart) – allora chiamato Orff, inserito poi nell'album del 2004 The Silent Force – e la cover Running Up That Hill di Kate Bush. Tutti questi avvenimenti premiarono la band con il premio TMF nei Paesi Bassi come Band olandese più conosciuta all'estero, un premio che si ripeterà poi per ogni loro nuovo album.
Passati tre anni dall'uscita di Mother Earth, i Within Temptation pubblicano un singolo (destinato al solo mercato olandese) con la cover Running Up That Hill. Nello stesso 2003 venne anche ristampato l'album Mother Earth, nella veste di un nuovo artwork dai colori freddi (completamente opposti all'arancione della prima edizione) e contenente alcune bonustrack tra cui brani inediti e live.

### The Silent Force(2004-2006)

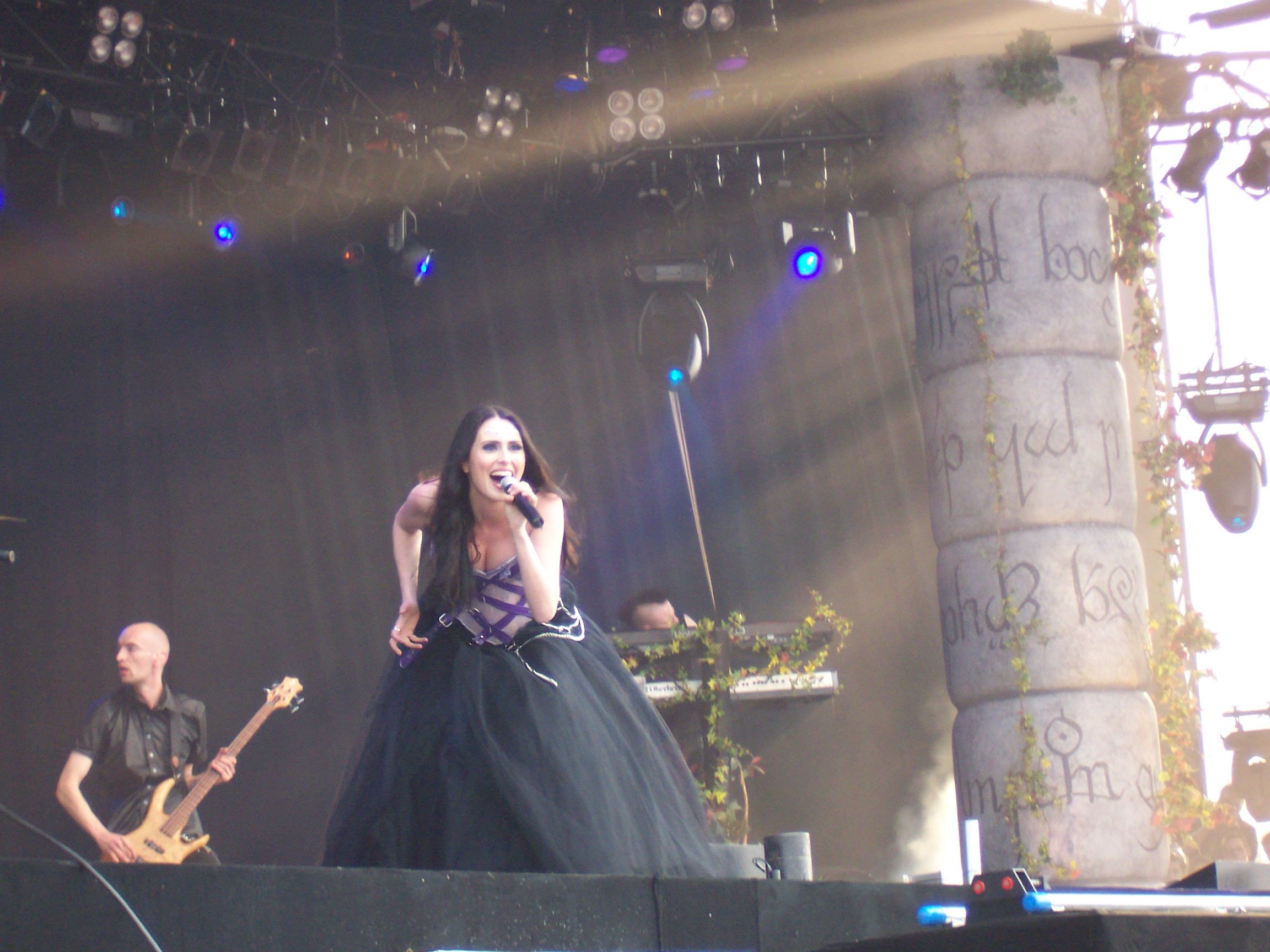
Sharon den Adel e Jeroen van Veen durante il periodo di the Silent force

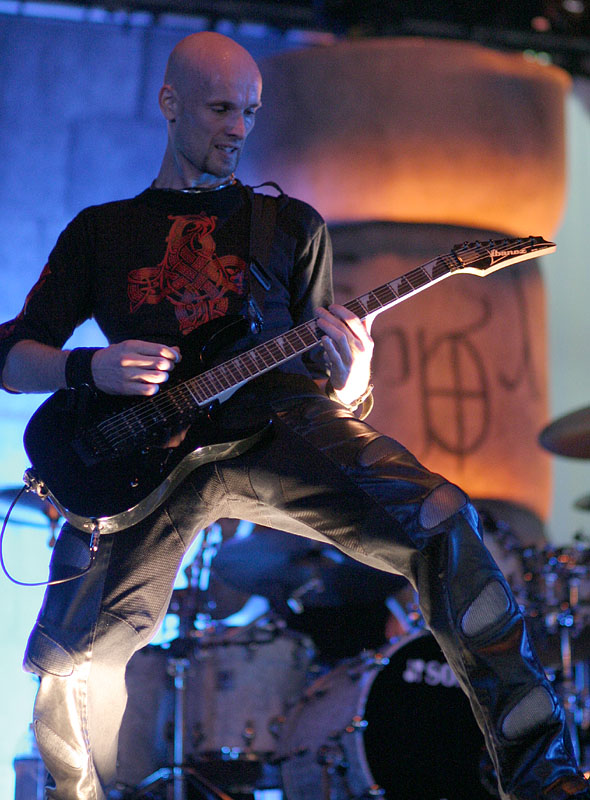
Robert Westerholt durante lAppelpop Festival (2004)

Il 15 novembre 2004 i Within Temptation pubblicarono un nuovo attesissimo album, dal titolo The Silent Force (preceduto dal singolo col cavallo di battaglia Stand My Ground), il quale confermò le ottime premesse lanciate con il precedente lavoro, pur non riuscendo mai a bissare il successo di Mother Earth. Tuttavia il nuovo disco, rispetto al precedente, presentò un sound tanto più potente quanto più commerciale, che permise per la prima volta alla band di lavorare con un'ampia orchestra e un coro. The Silent Force ottenne immediatamente un enorme successo nei Paesi Bassi, Francia, Germania, Belgio, Finlandia, Austria e Svizzera in soli due mesi dalla pubblicazione, mentre dopo tre mesi raggiunse il disco di platino nei Paesi Bassi, vendendo oltre 80 000 copie. L'anno successivo, nel 2005, la band pubblicò dal nuovo album altri due singoli: Memories (febbraio 2005) e Angels (giugno 2005). Proprio grazie a quest'ultimo, la band vinse nei Paesi Bassi il premio agli TFM Awards riguardante la categoria migliore band rock ed un altro World Music Award come band olandese più famosa all'estero.
Durante l'estate 2005, i Within Temptation suonarono in vari festival estivi come il Pinkpop e il Rock am Ring, facendo inoltre da spalla a celebri band come gli Iron Maiden e Dream Theater, mentre nell'autunno dello stesso anno venne pubblicato un DVD, The Silent Force Tour, contenente circa un'ora e mezzo del concerto registrato a Java Eiland (Amsterdam) il 22 luglio 2005. Questo show raggiunse una qualità di intrattenimento molto elevata, grazie in particolare a una scaletta che andò a comprendere tracce pubblicate da Enter a The Silent Force, comprese le b-side. Inoltre fece leva su elaborate coreografie ed importanti special guest. In occasione di tale concerto venne anche fondato il fan club ufficiale dei Within Temptation, The Silent Force.
Raggiunte le oltre 1 milione di copie vendute nel mondo tra CD e DVD, la band venne premiata con il prestigioso premio Pop Prize. Il gruppo ebbe modo di collaborare con gli sviluppatori del videogioco MMORPG fantasy The Chronicles of Spellborn, segnando la prima collaborazione della storia di una band per la realizzazione di un MMORPG. Il gruppo fu invitato a scrivere delle canzoni per la colonna sonora del videogioco The Chronicles of Spellborn e tra le canzoni fu scelta The Howling. Una sorta di trailer, con tanto di canzone, fu pubblicato sul web nel dicembre del 2006 anticipando l'uscita dell'album The Heart of Everything.

### The Heart of Everything(2007-2008)
Il 9 marzo del 2007 uscì in Europa il nuovo album del gruppo, denominato The Heart of Everything e anticipato dal singolo What Have You Done che mostrò la collaborazione di Keith Caputo, voce dei Life of Agony. La band partecipò al The Hottest Chicks in Metal Tour 2007, affiancandosi ad artisti come i loro connazionali The Gathering e gli italiani Lacuna Coil, mentre il 24 luglio 2007 il nuovo album raggiunse anche gli Stati Uniti, preceduto dall'uscita esclusiva per l'America dell'EP The Howling, pubblicato agli inizi di maggio insieme al singolo Frozen. L'uscita del nuovo EP tra l'altro portò la band a girare un secondo video per The Howling, stavolta totalmente dedicato al singolo. Con la pubblicazione internazionale del singolo Frozen invece, i Within Temptation si impegnarono in un'importante iniziativa di solidarietà a supporto dell'associazione Child Helpline International per gli abusi sui minori. La tematica viene infatti trattata sia nella canzone, sia nel videoclip.
Nel novembre dello stesso venne pubblicato un terzo singolo, All I Need, in concomitanza all'uscita di un'edizione speciale di The Heart of Everything, il quale fu allegato di un DVD contenente il concerto tenutosi allo Shibuya di Tokyo, e tutti i videoclip dei singoli tratti dall'ultimo album. Inoltre, a fine 2007, anche l'album Mother Earth venne ristampato sotto l'etichetta discografica Roadrunner Records. Il nuovo tour per The Heart of Everything portò i Within Temptation in Italia per 2 date: il 29 marzo 2007 all'Alcatraz di Milano e il 30 marzo 2007 all'Alpheus di Roma, registrando in entrambe con il tutto esaurito. In queste due date italiane inoltre, Lauren Harris, figlia di Steve Harris (storico bassista degli Iron Maiden), supportò i Within Temptation durante i concerti. Ma il 2007 riservò ulteriori sorprese alla band: vinsero infatti anche in quest'anno il premio come miglior artista olandese agli MTV Europe Music Awards, e il 24 novembre 2007 tennero ad Eindhoven un grande concerto, poi pubblicato nel DVD Black Symphony. Nel 2008 i Within Temptation tornarono in Italia per altre due date, supportati dagli italiani Novembre. A queste date però il chitarrista Robert Westerholt non poté partecipare per colpa di un infortunio alla mano destra che gli ha impedì di suonare il suo strumento.

Il 21 giugno e il 5 luglio i Within Temptation suonarono rispettivamente al Bilbao BBK Live Festival e al Twickenham Stadium come band di supporto per gli Iron Maiden. La stessa Sharon den Adel dichiarò che il gruppo fu «molto onorato di suonare di nuovo con loro». 

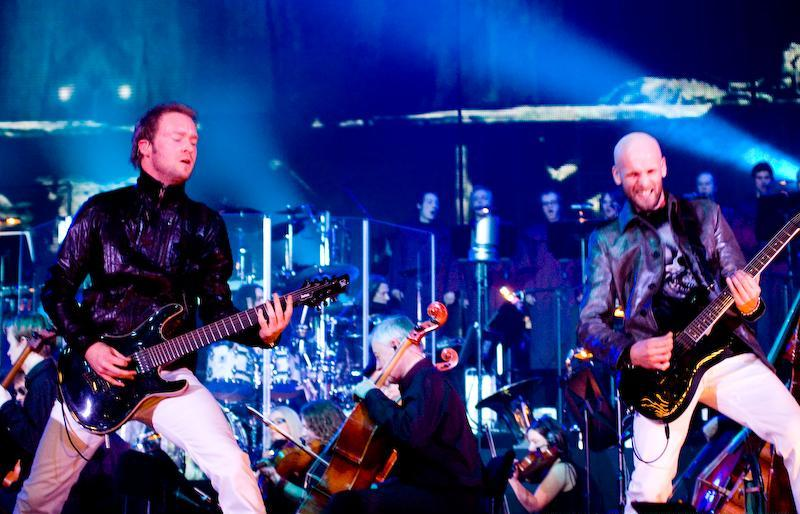
Ruud Jolie e Robert Westerholt durante il Black Symphony

 Il 7 febbraio 2008 si svolse il Black Symphony, grande concerto con il tutto esaurito tenutosi ad Ahoy (Rotterdam, Paesi Bassi) a cui assistettero più di 10 000 persone. Parteciparono all'esibizione la nota Metropole Orchestra e il PA'dam Choir, un coro di 35 voci classiche, oltre che importanti ospiti quali Keith Caputo (Life of Agony), Anneke van Giersbergen (Aqua de Annique) e George Oosthoek (ex Orphanage). Il giorno dopo il grande concerto, la band ringraziò i presenti allo show, aggiungendo che il Black Symphony fu un importante evento nella carriera del gruppo e che sarebbe stato elemento di un DVD, smentendo subito tutte le aspettative dei fan per il DVD che, secondo la tradizione, si sarebbe dovuto chiamare The Heart of Everything Tour. Il 18 giugno 2008 su Within Temptation.com vennero resi noti il nome e la data di pubblicazione dell'atteso DVD: il nome fu proprio Black Symphony, e oltre alla registrazione dell'intero show omonimo aggiunse vari extra e contenuti anche dello show di Eindhoven 2007; Black Symphony venne pubblicato il 22 settembre 2008 in doppio DVD, doppio CD e Blu-ray Disc, ottenendo nei mesi successivi pareri entusiastici da parte di pubblico e critica. Tra novembre e dicembre 2008 la band ha svolto il primo tour per i teatri olandesi e belgi, nei quali è stata eseguita una scaletta solamente acustica. Durante queste date i Within Temptation hanno avuto l'occasione di registrare un quarto album dal vivo, An Acoustic Night at the Theatre, a cui è stato aggiunto un inedito, Utopia. Il singolo prevede un duetto tra Sharon e il cantante inglese Chris Jones.

### The Unforgiving(2011)
Intorno a fine 2008, Sharon den Adel comunica in un'intervista che la band ha ricominciato a scrivere pezzi. In un'intervista al Ways Metal Appelpop 2008, il chitarrista Robert Westerholt ha dichiarato che il nuovo album "probabilmente sarà una sorta di concept, ma è così presto che nulla è realmente ancora sicuro. Ma noi stiamo cercando di guardare in quella direzione."
Nel 2010, dopo otto anni di collaborazione, il batterista Stephen van Haestregt decide di lasciare la band per impegni di lavoro e motivi familiari. L'ultimo concerto con Stephen si è tenuto il 29 aprile 2010 ad Anversa.
Nel novembre 2010, la band annuncia tramite il loro sito che il nuovo album, intitolato The Unforgiving, sarà commercializzato il 25 marzo 2011.
Il concept dell'album è basato su una serie a fumetti, scritta da Steven O'Connell (BloodRayne e Dark 48) e illustrata da Romano Molenaar (Witchblade, Darkness e X-Men). Ogni brano di The Unforgiving è stato scritto insieme al contributo narrativo di O'Connell; i protagonisti delle canzoni riflettono quelli del fumetto. Il 26 luglio 2010, la band ha annunciato che per promuovere il nuovo album avrebbero effettuato un tour europeo nei primi mesi del 2011. Tuttavia, il 26 novembre 2010, è stato annunciato che a causa della terza gravidanza di Sharon, le date del tour sarebbe stato spostato da inizio 2011 a fine 2011.
Sul sito ufficiale, Sharon ha annunciato che la band ha registrato tre video musicali per l'album in una sola settimana.
Il 13 dicembre 2010 la band ha annunciato l'uscita di Where Is The Edge, un'anteprima del nuovo album The Unforgiving. Il singolo è disponibile dal 15 dicembre 2010.
A fine gennaio 2011 è uscito il primo video/film del nuovo singolo Faster, tratto dal nuovo album della band. Il 22 febbraio 2011 è stato svelato il nuovo batterista, Mike Coolen.
In seguito escono i video di Shot in The Dark, Sinéad e Fire and Ice. Di Sinéad, che viene pubblicato come secondo singolo, vengono realizzati anche vari remix da musicisti e DJ trance, techno, dreampop, house e dubstep.
L'album The Unforgiving esce il 25 marzo e ottiene un enorme successo planetario, grazie anche a un sound nuovo con tendenze dance rock anni '80 e sfumature elettroniche.
Nell'agosto 2011 la band tramite il proprio sito annuncia il ritiro del fondatore Robert Westerholt dai tour successivi, in modo da poter crescere i suoi tre figli e concentrarsi meglio sulla composizione dei brani; continuerà comunque a registrare con il gruppo in studio, mentre in tour il suo posto sarà preso da Stefan Helleblad, che già aveva collaborato in passato con la band, suonando nel live An Acoustic Night at the Theatre. In seguito Robert farà comunque alcune sporadiche apparizioni dal vivo.

### The Q-Music SessionseParadise (What About Us?)(2013)
Il 19 aprile 2013, la band pubblicò un album di cover, intitolato The Q-Music Sessions. L'album contiene 11 delle 15 cover che la band decise di registrare per la stazione radio belga Q-music. Tutte le tracce consistono in celeberrime canzoni di vari artisti, tra cui David Guetta, Coldplay, Bruno Mars e altri, che la band presenta ai loro fan nel proprio stile caratteristico. Lo stesso giorno della pubblicazione dell'album, i Within Temptation distribuirono il video ufficiale della loro versione di Titanium.
Il 12 luglio dello stesso anno, la band distribuisce un teaser trailer riguardante il nuovo album, in uscita tra settembre e ottobre, ma non viene ancora reso pubblico il titolo. Il mese seguente viene annunciato il titolo del primo singolo del nuovo album, Paradise (What About Us?), una collaborazione con il soprano finlandese Tarja Turunen, insieme con un teaser trailer che rivela parte del testo e un estratto dell'assolo di chitarra.
Il 30 agosto la band annuncia che il singolo Paradise (What About Us?) sarà pubblicato come EP, contenente anche i demo di tre delle tracce che incluse nell'album successivo: Let Us Burn, Silver Moonlight e Dog Days. L'EP è stato pubblicato il 27 settembre.

### Hydra(2014)
Già nel primo semestre del 2012, dopo il successo di The Unforgiving, i Within Temptation hanno in mano sei nuovi brani destinati alla loro prossima opera. Tuttavia furono impegnati nella promozione e nel tour del loro quinto album in studio e successivamente, nel 2013, nel ri-arrangiamento dei brani contenuti nel loro album di cover. Il 27 settembre dello stesso anno viene pubblicato l'EP Paradise (What About Us?) contenente l'omonimo singolo e i demo di tre canzoni inedite. L'8 novembre i Within Temptation annunciano nel sito della band il titolo, la tracklist e la data di pubblicazione del loro sesto album in studio, allegando inoltre un breve trailer di appena 52 secondi. Il nuovo album si chiamerà Hydra e verrà commercializzato il 31 gennaio 2014, ma già a novembre del 2013 la band informa i propri fan della possibilità di pre-ordinare l'album online. Il titolo si riferisce al mostro dalle sembianze di un serpente della mitologia greca che non può essere ucciso in alcun modo, in quanto quando una delle sue tante teste viene tagliata, al suo posto ne crescono altre due. Il gruppo afferma di aver scelto questo titolo proprio perché il nuovo sound che la band sta via via sviluppando presenta diverse sfaccettature ed è in continua trasformazione: "What's more, "Hydra" is a perfect title for our new album, because like the monster itself, the record represents the many different sides of our music." ("Che altro c'è da dire? "Hydra" è un titolo perfetto per il nostro nuovo album, perché come il mostro, la registrazione rappresenta le numerose e differenti facce della nostra musica."). I Within Temptation hanno collaborato con ospiti importanti nella realizzazione di Hydra: artisti come Tarja Turunen, Dave Pirner (degli Soul Asylum), Howard Jones e Xzibit. Il nuovo tour per Hydra portò i Within Temptation in Italia in data unica il 26 giugno 2014 all'Alcatraz di Milano, registrando ancora una volta il tutto esaurito.

### Resist(2018)
Nel 2018, i Within Temptation pubblicano il singolo The Reckoning, dal nuovo album Resist. Al singolo partecipa Jacoby Shaddix, leader e voce dei Papa Roach.

### Worlds Collide Tour(2020-2023)
A fine 2019 la band annuncia il tour in compagnia del gruppo musicale gothic rock statunitense Evanescence, che sarebbe cominciato nell'Aprile del 2020. A causa della pandemia globale di Covid-19 il tour è stato infine rimandato all'autunno del 2021. Nel frattempo, i Within Temptation hanno preso parte all'evento Together at Home a sostegno dell'OMS, esibendosi live sui social nel pieno della pandemia. Il 30 Aprile 2020 è stato annunciato il nuovo singolo dal titolo "Entertain You", il cui video è stato reso pubblico l'8 Maggio seguente. Un secondo singolo, dal titolo "The Purge" è stato pubblicato a sua volta il 20 Novembre 2020. La vocalist Sharon den Adel ha dichiarato che la band ha altri singoli in programma per il 2021.

### Bleed Out(2023)
Il 18 agosto 2023, la band annuncia l'uscita del loro nuovo album, intitolato Bleed Out, aprendo i preordini. L'uscita è prevista per il 20 ottobre 2023. 

## Stile e influenze
La musica dei Within Temptation è descritta come symphonic metal e gothic metal, sebbene in un'intervista Den Adel abbia detto che si sentono «symphonic rock con varie influenze»; in una seconda intervista a 3VOOR12, ha affermato: «Ci consideriamo più una band symphonic rock... secondo me non siamo un gruppo gothic».
Il primo album Enter è molto più vicino al gothic/doom metal di qualsiasi altro album: canto femminile intervallato da growl, lenti ritmi di chitarra e drammatici suoni di tastiera, sono i principali testimoni di questo fattore; dal secondo Mother Earth invece, vengono apportate alcune modifiche allo stile: viene completamente rimosso il growl lasciando spazio alla sola voce di Sharon, le atmosfere risultano in parte alleggerite, meno tese e in generale più elastiche. Inoltre le nuove composizioni sono arricchite da elementi sinfonici come le tastiere o i fiati, infatti Mother Earth è un album dall'ispirazione chiaramente celtica; in The Silent Force compaiono imponenti orchestrazioni e cori. The Heart of Everything ha un suono più potente e semplice, con una diminuzione dell'uso delle orchestrazioni a favore di un rivestimento delle chitarre più ruvido ed evidente rispetto a The Silent Force.
Secondo dei canoni generali le influenze provengono principalmente dalle colonne sonore dei film e, ad inizio carriera, dai Paradise Lost. Per i testi si ispirano a storie fantasy, a libri di Terry Goodkind, Weis & Hickman, George R. Martin nonché a esperienze personali.

## Formazione

### Formazione attuale
- Sharon den Adel – voce (1996-presente)
- Ruud Adrianus Jolie – chitarra solista (2001-presente)
- Robert Westerholt[61] – chitarra ritmica (1996-presente), voce death (1996-2003, 2013-presente)
- Stefan Helleblad – chitarra ritmica (2011-presente)
- Jeroen van Veen – basso (1996-presente)
- Mike Coolen – batteria (2011-presente)

### Ex componenti
- Richard Willemse – batteria (1996)
- Dennis Leeflang – batteria (1996)
- Marius van Pyreen – batteria (1998)
- Ciro Palma – batteria (1998-1999)
- Michiel Papenhove – chitarra solista (1996-2001)
- Ivar de Graaf – batteria (1996-1998, 1999-2001)
- Martijn Westerholt – pianoforte, tastiere (1996-2001)
- Jelle Bakker – chitarra solista (2001)
- Stephen van Haestregt – batteria (2002-2010)
- Martijn Spierenburg – pianoforte, tastiere (2001-2024[62])

Ex-musicisti di supporto
- Guus Eikens – sintetizzatori (1996-2001)
- Nicka Hellenberg – batteria (2010-2011)

## Discografia
- 1997 – Enter
- 2000 – Mother Earth
- 2004 – The Silent Force
- 2007 – The Heart of Everything
- 2011 – The Unforgiving
- 2014 – Hydra
- 2019 – Resist
- 2023 – Bleed Out

## Premi
2002
- Silver Harp – Netherlands
- TMF Award Holland – Most Promising Act
- TMF Award Belgium – Best International Rock Band

2003
- Edison Award – Best Live DVD (per Mother Earth Tour)
- Conamus Export Award 2003

2004
- Conamus Export Award 2004

2005
- Edison Award – Best Band
- TMF Awards Holland – Best Rock National
- Popprijs 2005
- Conamus Export Prize 2005
- World Music Award – Best Dutch Artist

2006
- 3 FM Award – Best Rock Artist
- Golden God – Best Video (per Angels)
- Buma Culture Export Prize 2006

2007
- Dutch TMF Awards 2007 – Best Live Act e Best Video (per What Have You Done)[63]
- Belgian Tmf Awards 2007 – Best Live[64]
- MTV EMA 07 – Best Dutch & Belgian Act[65]
- World Music Awards 2007 – Best Selling Artists from around the world – Netherlands[66]

Dischi d'oro
- Singolo d'oro per Ice Queen
- Mother Earth (2001)
- The Silent Force – Netherlands (2004)
- The Silent Force – Finland (2005)

Dischi di platino
- The Silent Force – Netherlands (2005)
- Mother Earth (2001)
- The Silent Force – Belgium (2007)
- The Heart of Everything (2007)